# Казали (Пескара)
Казали (итал. Casali) је насеље у Италији у округу Пескара, региону Абруцо.
Према процени из 2011. у насељу је живело 48 становника. Насеље се налази на надморској висини од 217 м.